# Genova Quarto dei Mille
Genova Quarto dei Mille (wł: Stazione di Genova Quarto) – stacja kolejowa w Genui, w regionie Liguria, we Włoszech. Znajdują się tu 2 perony. Według klasyfikacji posiada kategorię srebrną.